# Vorland

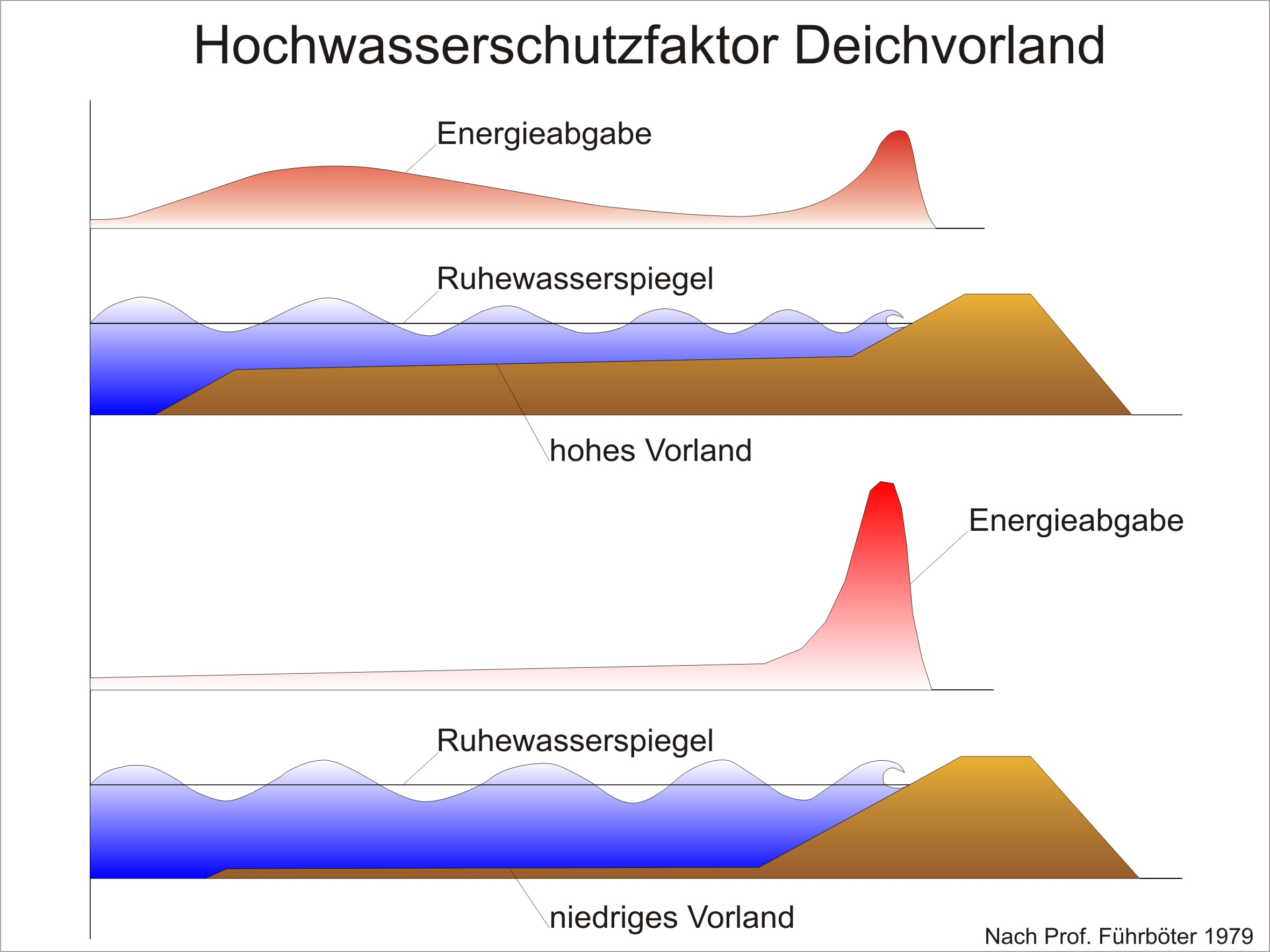
Deichvorland als Schutzfaktor

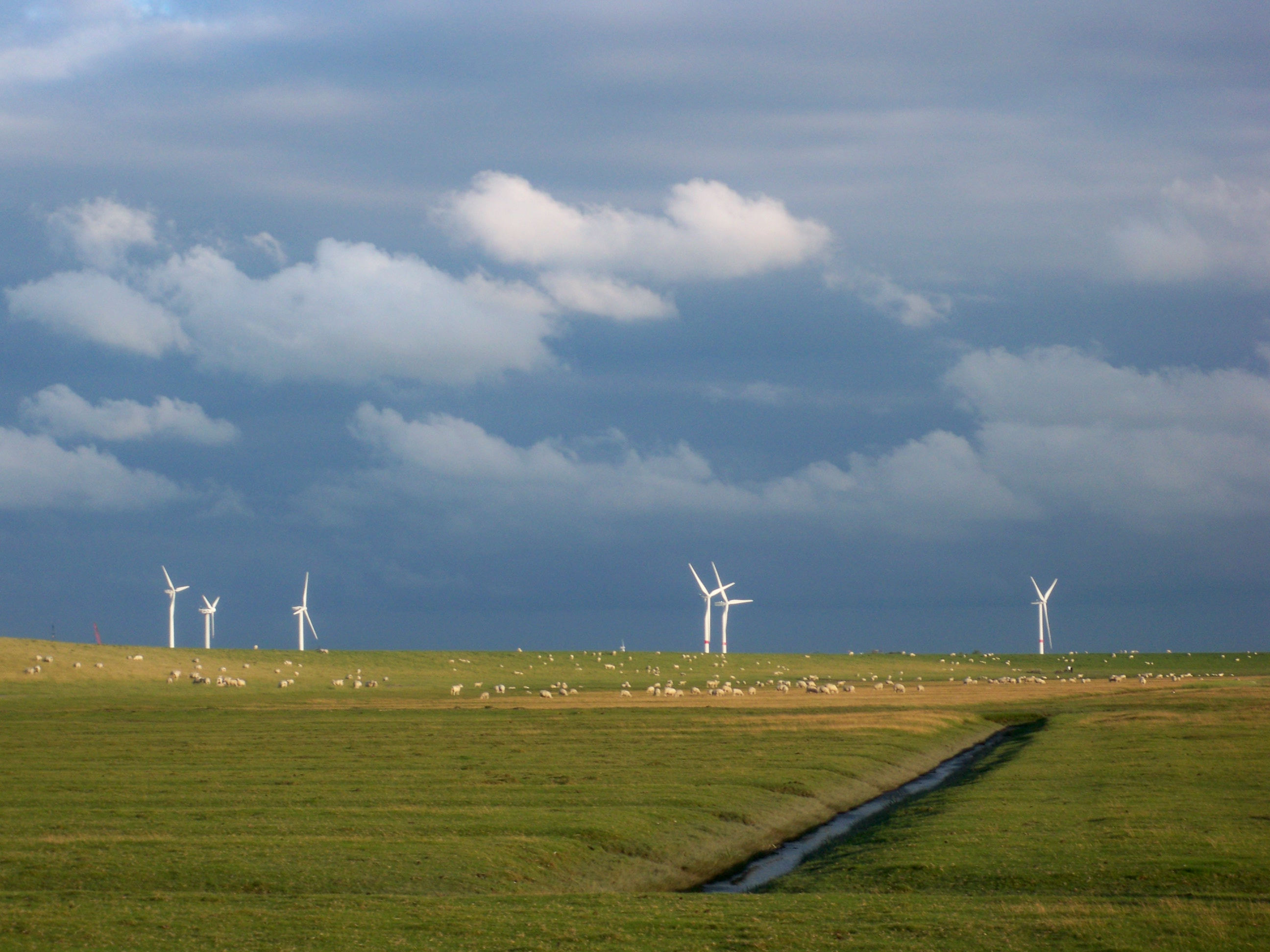
Deichvorland bei Husum

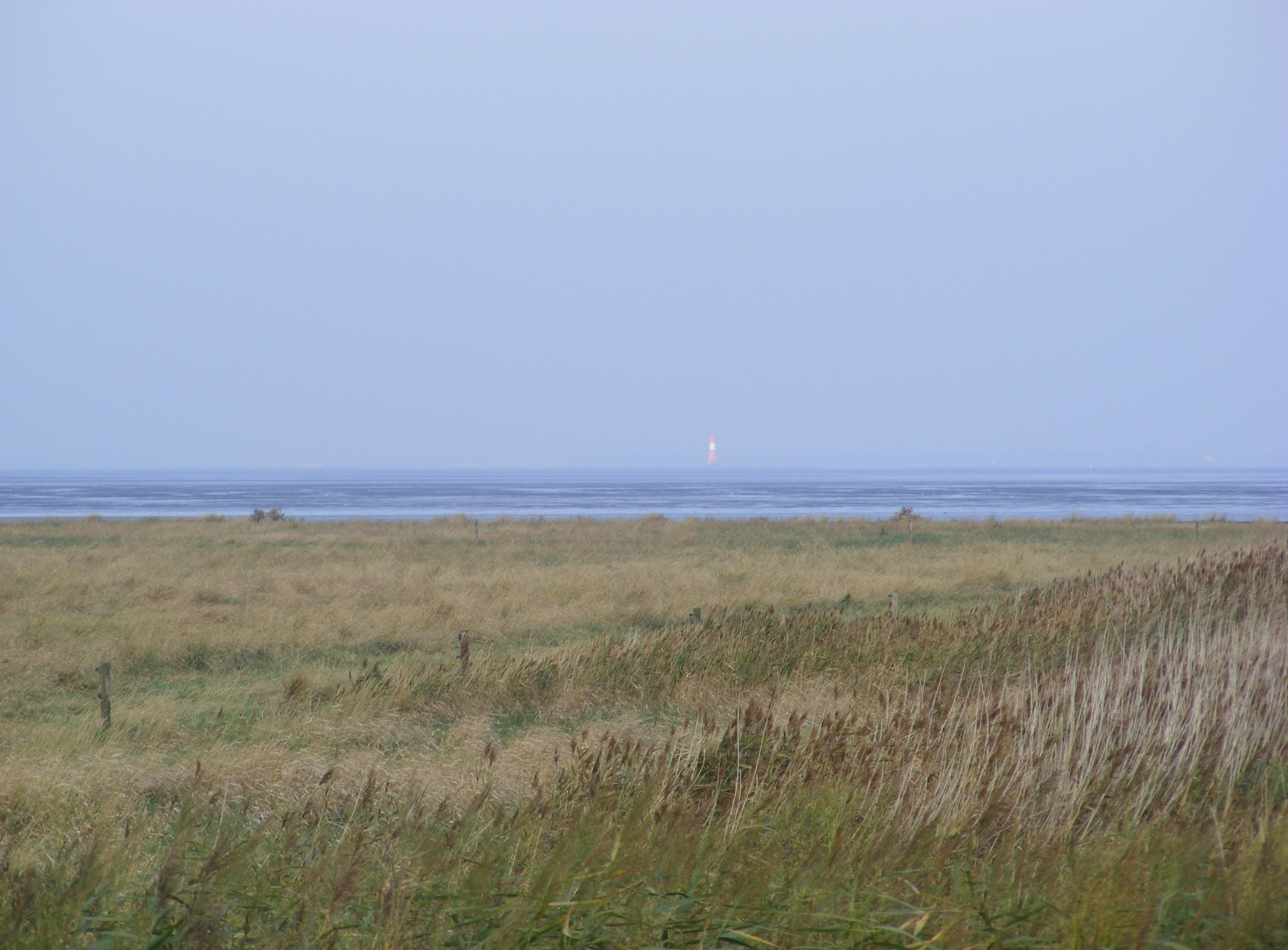
Deichvorland am Jadebusen

Als Vorland wird ein vorgelagerter Landstrich in Bezug auf einen größeren geografischen Bereich bezeichnet.
Das Gebirgsvorland ist eine dem Gebirge vorgelagerte Hochebene, die auch Hügelländer umfassen kann und der teilweise auch der Gebirgsfuß zugerechnet wird. Beispiele sind das Alpenvorland, das Erzgebirgsvorland und das Vennvorland.
Das Deichvorland ist der aus Landsicherungs- oder Landgewinnungsmaßnahmen entstandene Landstrich zwischen einem Gewässer und einem Deich, der dem Schutz „des Landes hinter dem Deich“ dient.
Wurden die Flächen des Deichvorlands früher als landwirtschaftliche Flächen genutzt, so sind sie heute zum Teil Lebensräume seltener Tier- und Pflanzenarten, die durch nationale und internationale Regeln geschützt sind. Teilweise entstehen durch diese Nutzung Konflikte zwischen Natur- und Küsten- beziehungsweise Uferschutz.
Die frühere Nutzung des Deichvorlandes als landwirtschaftliche Fläche war allerdings nur bedingt möglich, weil es bei Hochwasser zugleich als Überschwemmungsgebiet (Auflauffläche) diente.
Anders dagegen die ehemals natürlichen Überflutungsgebiete an den Flüssen. Um Land zu gewinnen, wurden Deiche oder Böschungen bald direkt an den Flusslauf herangebaut und das Bett damit, aber auch an sich vertieft. So konnte das Hochwasser nicht mehr über die Ufer treten.
Unter dem Einfluss klimatischer Veränderungen verzeichnet man aber jetzt an den Flüssen zunehmend übermäßiges und länger anhaltendes Hochwasser infolge Dauer- oder Sturzregens sowie durch Schnee- und Gletscherschmelze. Solche anhaltenden  Hochwasser verursachen Aufweichung und/oder Bruch der Böschungen und Deiche. Dieser Entwicklung sucht man nunmehr durch Anlage von Überschwemmungsgebieten, auch eingedeichte als Rückhaltebecken, mit der Zurücksetzung der Deiche, insbesondere in Kurven, oder der Wasserstandsregulierung beizukommen.